# Lussas-et-Nontronneau
Lussas-et-Nontronneau – miejscowość i gmina we Francji, w regionie Nowa Akwitania, w departamencie Dordogne.
Według danych na rok 1990 gminę zamieszkiwały 363 osoby, a gęstość zaludnienia wynosiła 16 osób/km² (wśród 2290 gmin Akwitanii Lussas-et-Nontronneau plasuje się na 826. miejscu pod względem liczby ludności, natomiast pod względem powierzchni na miejscu 441.).